# Hugo Ruppe
Hugo Ruppe (Apolda, 15 augustus 1879 - Gornau, 23 januari 1949) was een Duits ingenieur, constructeur en automobielpionier.

## Carrière

### Apollo
Hugo Ruppe trad na zijn studie als machinebouwingenieur in Ilmenau in dienst bij het bedrijf van zijn vader Arthur, "Ruppe und Sohn" in Apolda. Dit bedrijf heette vanaf 1902 Apollo-Werke AG. Hij ging daar betaalbare automobielen ontwikkelen, de typen "Apollo" en "Piccolo". In 1903 bouwde hij zijn eerste motorfiets, de "Apoldiana".

### M.A.F.
In 1909 verliet Hugo Ruppe het familiebedrijf om de Markranstädter Automobilfabrik (M.A.F.) op te richten, waar kleine auto's met luchtgekoelde viertaktmotoren werden geproduceerd. Hoewel Ruppe een goede constructeur was, was hij ook een slecht zakenman. Al in 1911 stond zijn nieuwe fabriek op de rand van het faillissement. Een groep investeerders nam het bedrijf over en Ruppe werd technisch directeur en hoofdconstructeur. Hij begon te experimenteren met tweetaktmotoren met vliegwielmagneetontstekingen.

### DKW
Toen de Eerste Wereldoorlog uitbrak werd Hugo Ruppe onder de wapenen geroepen. Na de oorlog ging hij naar Zschopau, waar hij in dienst trad bij de Zschopauer Maschinenfabrik J. S. Rasmussen. Hij bood Jørgen Skafte Rasmussen een 18cc-tweetaktmotor aan, die hij waarschijnlijk nog tijdens de oorlog ontwikkeld had. Rasmussen nam de motor als speelgoed in productie, waardoor de naam "Des Knaben Wunsch" ontstond. Dit motortje werd goed verkocht. Uit die motor ontstond in 1920 een 1pk-hulpmotor voor fietsen, die de naam "Das Kleine Wunder" kreeg en waarvan alleen in 1921 ongeveer 10.000 exemplaren verkocht werden.

### Bekamo Berlijn
Ondanks het succes bij DKW vertrok Ruppe in 1922 naar Berlijn om weer een eigen bedrijf op te richten: Bekamo. Zijn lichtmetalen tweetaktmotoren met vulpomp (ladepumpe) waren veruit de sterkste motor en werden veelvuldig aan andere merken als inbouwmotor geleverd. De productiekosten waren echter hoog en in 1925 (het jaar dat mede door de inflatie 150 Duitse motorfietsmerken ter ziele gingen) moest de productie worden beëindigd.

### Bekamo Rumburg
Na een korte periode bij de autofabriek Framo in Frankenberg trok Ruppe naar Silezië, waar hij in Rumburg een nieuwe fabriek opzette: Kaehlert & Ruppe AG, Motorradwerke. Daar werden weer "Bekamo"-motorfietsen en inbouwmotoren gemaakt, maar door de Grote Depressie moest de fabriek in 1930 sluiten.

## Overlijden
Daarna werd het lange tijd stil rond Hugo Ruppe. Na de Tweede Wereldoorlog probeerde hij in Zschopau een fabriek in noodstroomaggregaten op te zetten, maar dat mislukte, mogelijk omdat Zschopau in de Sovjet-bezettingszone lag.
Hugo Ruppe overleed in 1949 in Gornau, verarmd en vereenzaamd.

## Trivia
In Markranstädt bestaat nog steeds een "Hugo Ruppe Straße"